# Elektroindustrija
Elektroindustrija je del industrije, ki temelji na delih, sklopih, strojih, napravah, ..., v katerih ima glavno vlogo električna energija. 